# Mascot, New South Wales
Mascot este o suburbie în Sydney, Australia.